# Nationaal park Manovo-Gounda St. Floris
Het Nationaal park Manovo-Gounda St. Floris is een nationaal park in de prefectuur van Bamingui-Bangoran in de Centraal-Afrikaanse Republiek aan de grens met Tsjaad. Het park heeft een oppervlakte van 1 740 000 hectare. Het klimaat is er tropisch, maar er valt jaarlijks toch voldoende regen, vooral in de maanden juni tot november.
In 1988 werd het door UNESCO opgenomen in de lijst van werelderfgoedsites omwille van de grote diversiteit aan dierlijk leven dat in het park aanwezig is. Onder de vertegenwoordigde diersoorten behoren onder andere de zwarte neushoorn, olifanten, luipaarden, gazellen, krokodillen en buffels. Daarnaast zijn ook ruim 300 vogelsoorten gedocumenteerd, waaronder de pelikaan. Het park heeft echter sterk te lijden onder de illegale jacht op de dieren door zwaarbewapende jagers. Vermoedelijk heeft de jacht 80% van het dierenbestand in het park doen verdwijnen. Daarnaast werden ook herhaaldelijk medewerkers van het park aangevallen en nam de algemene veiligheid in het park sterk af. Daarom werd in 1997 besloten om het park op te nemen in de lijst van bedreigd werelderfgoed.